# Rogowo Byszyno
Rogowo Byszyno – nieczynny przystanek kolei wąskotorowej (Białogardzka Kolej Dojazdowa) w Rogowie, w województwie zachodniopomorskim, w Polsce.